# Фридлендер, Александр Григорьевич
Алекса́ндр Григо́рьевич Фри́длендер (15 июля 1906, Санкт-Петербург, Российская империя — 13 сентября 1990, Свердловск, РСФСР, СССР) — советский дирижёр, композитор и педагог.

## Биография
В 1925—1929 годах учился в Ленинградском центральном музыкальном техникуме у Александра Каменского (фортепиано). В 1933 году окончил Ленинградскую консерваторию (класс Александра Гаука, дирижирование).
В 1934—1935 годах — дирижёр Воронежского радио, В 1935—1939 годах — дирижёр Одесской филармонии, одновременно в 1936—1939 годах — дирижёр Одесского театра оперы и балета.
В 1939—1941 годах — главный дирижёр Свердловской филармонии. В 1941—1943 годах — заместитель художественного руководителя и главный дирижёр ансамбля Уральского военного округа. В 1943—1947 годах — дирижёр Свердловского театра оперы и балета. С 1947 — художественный руководитель и одновременно в 1948—1973 годах — дирижёр Свердловской филармонии.
Писал песни на стихи отечественных поэтов, музыку к спектаклям. С 1946 года преподавал в Уральской консерватории, где в 1966 году становится доцентом, а в 1980 году — профессором.
Похоронен на Широкореченском кладбище Екатеринбурга.

## Сочинения
- опера «Снег» (по К. Г. Паустовскому, 1962)
- опера «Питерцы» (по поэме Ольги Берггольц «Первороссийск», 1965, 2-я ред. 1986)
- опера «Торт в небе» (по книге Джанни Родари, Свердловск, 1970)
- балет «Каменный цветок» (по П. П. Бажову, Свердловск, 1944, 2-я ред. Пермь, 1954, 3-я ред. 1975)
- балет «Бесприданница» (по пьесе А. Н. Островского, Свердловск, 1958)
- балет «Зоя» (хореографическая поэма под названием «Подвиг», Пермь, 1966)
- балет «Поручик Лермонтов» (по К. Г. Паустовскому, 1977)
- монолог «Я это видел» для солиста, хора и симфонического оркестра (на стихи Ильи Сельвинского, 1985)
- Концерт для солиста и симфонического оркестра (1945)
- симфония № 1 («Триумфальная», 1946)
- симфония № 2 (1947)
- симфония № 3 (1950)
- симфония № 4 (1983)
- оркестровая сюита из балета «Каменный цветок» (1947)
- оркестровая сюита из балета «Бесприданница» (1959)
- уральская оркестровая сюита «Ой вы, горы» (1953)
- оркестровая сюита из балета «Поручик Лермонтов» (1977)
- оркестровая сюита «Торжественное шествие» на туркменские народные темы (1940)
- оркестровая сюита «Торжественная музыка» (1971)
- симфоническая поэма «Памяти Д. Д. Шостаковича» (1976)
- струнный квартет № 1 (1967)
- струнный квартет № 2 (1971)
- струнный квартет № 3 (1972)
- струнный квартет № 4 (1982)
- Соната для альта и фортепиано (1984)
- Децимет на туркменскую народную тему для духового оркестра и ударных инструментов (1982)
- «Три марша» для духового оркестра

## Награды
- Заслуженный артист РСФСР (1958)